# Бич Хејвен Вест (Њу Џерзи)
Бич Хејвен Вест (енгл. Beach Haven West) насељено је место без административног статуса у америчкој савезној држави Њу Џерзи.

## Демографија
По попису из 2010. године број становника је 3.896, што је 548 (-12,3%) становника мање него 2000. године.
| Група             | 2000.         | 2010.         |
| Белци             | 4.272 (96,1%) | 3.683 (94,5%) |
| Афроамериканци    | 16 (0,4%)     | 19 (0,5%)     |
| Азијати           | 34 (0,8%)     | 28 (0,7%)     |
| Хиспаноамериканци | 97 (2,2%)     | 147 (3,8%)    |
| Укупно            | 4.444         | 3.896         |